# Dicksonska folkbiblioteket
Dicksonska folkbiblioteket är ett hus på Södra Allégatan 4 i stadsdelen Haga i Göteborg. Från 1902 fram till 1973 var huset känt som Dicksonska folkbiblioteket. Folkbiblioteket övertogs 1950 av Göteborgs stad. Från 1973 är huset även känt som Allégården. Huset ägs och förvaltas sedan 1991 av Higab.Det byggnadsminnesförklarades den 21 april 2011.
Huset har arkitektur- och byggnadshistoriska värden genom de tidstypiska stilinfluenserna med gedigna och välarbetade material. Byggnaden är en av Göteborgs mest framträdande karaktärsbyggnader, som ritats av arkitekten Hans Hedlund. Huset är ett väsentligt inslag i Hagas stadsbild och har trots olika verksamheter under åren varit en viktig kulturell samlingspunkt för Hagaborna.

## Historia

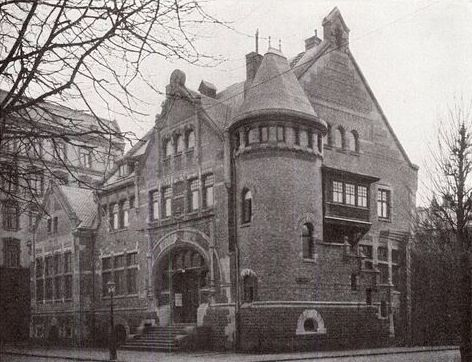
Dicksonska folkbiblioteket, 1923.

### Bakgrund
År 1847 lät "styrelsen för arbetarbostäder i Göteborg" bygga en grupp små trähus med enkla bostäder på platsen där nu biblioteket ligger. 1878 togs de över av Dicksonska Stiftelsen och revs 1895 för att ge plats åt två friliggande stenhus, Dicksonska folkbiblioteket och ett bostadshus. Folkbiblioteket uppfördes med hjälp av donationsmedel från stiftelsen. 
Den 30 december 1861 invigde domprosten Peter Wieselgren Göteborgs första folkbibliotek, Göteborgs Stads FolkBibliothek, instiftat av brukspatronen James Dickson den 15 maj samma år och inrättat i en lägenhet på Haga Östergata 5 i ett av den Dicksonska stiftelsens hus i stadsdelen Haga. Placeringen var medveten, då Haga var känt som en arbetarstadsdel. Dickson ville ge "de hårt slitande arbetarna" gratis nöje på detta sätt. Verksamheten kom igång 2 januari 1862 med en boksamling på 1 138 band. Här fanns två avdelningar, en för utlåning och en för läsning på plats. Dickson finansierade löpande bokinköp, och vid dennes död i juli 1873 uppgick bokbeståndet till cirka 3 000 band.

### Biblioteket vid Södra Allégatan
År 1897 hade lokalerna blivit för trånga, och i stället flyttade man den 18 oktober 1897 till ett, av stiftelsen nybyggt hus på Södra Allégatan 4 (nuvarande Allégården), där det egentliga första folkbiblioteket i Skandinavien inrättades. I donationsbestämningarna stod det att "Biblioteket skall vara tillgängligt för hvarje person som önskar deraf sig begagna, samt att, då dess inrättande egentligen afsett arbetarklassens och de mindre bemedlades nytta och nöje, ingen avgift, vare sig för läsning eller för böckernas utlånande, får under någon förevändning affodras, utan skall bibliotekets begagnande vara afgiftsfritt". 
Arkitekt Hans Hedlund ritade huset och byggnadsfirman Ullgren & Friman byggde det. Byggnaden är influerad av 1890-talets medeltidsromantiska ideal. Huset har två våningar samt vind och källare. I bottenvåningen fanns bland annat läsesalar, tidskriftsrum och en särskild läsesal för kvinnor. Via en trappa i tornet kom man till andra våningen där bostäder för föreståndarinnan och vaktmästaren var inrymda. Källarvåningen har en stenfot i grå granit och är rikligt detaljerad med en grå rödlätta granitstenar och kalkstensdetaljer. Fasaden är klädd med polykromt gulbrunt förbländertegel. Huvudingången är omsorgsfullt utformad med exklusiv kalkstensdekor och ett rikt utsmyckat entréparti i trä. Många fönster är ursprungliga och har en tidstypisk smårutig indelning överst.
Biblioteksreglerna var något annorlunda då jämfört med nu. Läsesalen var endast öppen för män och där skulle vara tyst och lugnt. I tidningssalen var tidningarna ordentlig monterade i läsepulpeter. För boklån gavs följande instruktion: Behandla boken varsamt, den är en god vän till Dig, den erbjuder Dig förströelse och kunskap. Därför bör du ej taga i en bok med smutsiga händer, ej blöta på fingrarna då du vänder bladen, ej stödja ärmarna eller rocken mot bokens kant, ej skriva eller rita i den, ej peka med fingrar på bilderna, ej göra vikningar i bladens hörn, ej vika boken ut och in, aldrig lägga en penna eller annat föremål mellan bokens blad, ty när Du slår igen den bräckes ryggen.
Den 11 december 1924 avtäcktes en staty av Ellen Key i samband med hennes 75-årsdag, skänkt till Dicksonska folkbiblioteket av Arbetarnas bildningsförbund. Statyn var utförd av bildhuggarinnan Sigrid Fridman. På 1930-talet byggdes bibliotekslokalerna om efter ritningar av Hans Hedlunds son Björner Hedlund. Bostadslägenheterna och vinden inreddes som arbetsrum och bokmagasin. Ovanpå tidningssalen byggdes en ny våning och en läsesal för barn inreddes.

### Från bibliotek till Allégården
Se även Hagahuset, Göteborg
I 70 år var Dicksonska Folkbiblioteket huvudbibliotek i Göteborg. År 1967 flyttade biblioteksverksamheten till det då nybyggda stadsbiblioteket vid Götaplatsen. Socialförvaltningen tog då över huset och startade aktivitetshus för ungdomar. År 1970 öppnade det så kallade Hagahuset - ett allaktivitetshus och centrum för Göteborgs progressiva musikrörelse. Motsättningar mellan politiker och ungdomarna i huset, ledde till att huset stängdes. Huset ockuperades därefter av ungdomarna som krävde att det skulle öppna igen. Ockupationerna avlöste varandra, och i november 1972 stormade polisen huset.
Sedan 1973 är huset känt som Allégården och är dagtid ett aktivitetshus för pensionärer. På kvällar är det ett förenings- och aktivitetshus för alla.  TV-serien Sally 1999 om en förvirrad bibliotekarie spelades in i huset.